# Wartungsfaktor
Der Wartungsfaktor ist ein Faktor, der das Verhältnis von einem Wartungswert (Wert kurz vor der Wartung) zu dem Neuwert (Wert an der Neuanlage) einer physikalischen Größe definiert.
Er wird für die Projektierung zum Beispiel von Beleuchtungsanlagen benötigt und berücksichtigt hier zum Beispiel Lichtstromrückgang, Lampenausfall und Verschmutzung. Anhand des Wartungsfaktors muss eine Anlage überdimensioniert werden, um zu erreichen, dass sie bis zur Wartung die Mindestanforderungen nicht unterschreitet.

## Wartungsfaktor bei Beleuchtungsanlagen
Werden Beleuchtungsanlagen geplant, so muss zwischen Planer und Betreiber ein Wartungsfaktor vereinbart werden. Dabei kann der Faktor auch vom Planer aus anderen Angaben einzeln berechnet oder einfach festgelegt werden. Er beschreibt die Licht-Degradation von Lampen über den Benutzungszeitraum einer Beleuchtungsanlage. Die in Normen, der ASR oder vom AMEV geforderten, minimalen Beleuchtungsanforderungen stellen dabei den Wartungswert der Beleuchtungsstärke dar. Normen sind beispielsweise die DIN EN 12464-1 für Arbeitsstätten in Innenräumen, DIN EN 12464-2 für Arbeitsstätten außen sowie DIN EN 12193 für Sportstätten. Für Verkehrswege gelten eigene normative Anforderungen.
Der Wartungsfaktor für eine Beleuchtungsanlage kann für jeden Anwendungsfall berechnet werden:
| WF = RWF × LWF × LaWF mit | |
| ------------------------- | --- |
| RWF                       | – Raumwartungsfaktor, beinhaltet den Rückgang der Reflexionseigenschaften der Wandflächen eines Raumes. Dies ist direkt vom Verwendungszweck eines Raumes abhängig. Beispielsweise wird eine Büroumgebung langsamer schmutzig als eine Werkstatt. |
| LWF                       | – Leuchtenwartungsfaktor, beschreibt den Einfluss von Verschmutzung auf das optische System einer Leuchte. Die Bauart und Anbringung einer Leuchte kann diesen Faktor verbessern.                                                                 |
| LaWF                      | – Lampenwartungsfaktor, zu errechnen aus: |
| LaWF = LLF × LLWF mit     | |
| LLF                       | – Lampenlebensdauerfaktor (englisch auch lamp survival factor; LSF), er beschreibt die Ausfallwahrscheinlichkeit der Lampe. Der Faktor ist vom Lampentyp abhängig und wird vom Hersteller ermittelt.                                              |
| LLWF                      | – Lampenlichtstromwartungsfaktor (englisch auch lamp lumen maintenance factor; LLMF), beschreibt den Rückgang des Lichtstromes einer Lampe über die Nutzungsdauer.                                                                                |

Einige dieser Angaben werden von Lampen- und Leuchtenherstellern zur Verfügung gestellt, andere, wie etwa das Wartungsintervall oder die jährliche Nutzungsdauer müssen angenommen werden, um den Wartungsfaktor berechnen zu können. Die Deutsche Lichttechnische Gesellschaft empfiehlt folgende Pauschalwerte:
| Empfohlene Wartungsfaktoren | Empfohlene Wartungsfaktoren                                   |
| --------------------------- | ------------------------------------------------------------- |
| 0,8                         | für sehr saubere Räume (Reinräume) oder niedrige Nutzungszeit |
| 0,67                        | für saubere Räume, 3-jähriger Wartungszyklus (normales Büro)  |
| 0,57                        | für Außenbeleuchtungsanlagen                                  |
| 0,50                        | für Beleuchtung mit starker Verschmutzung                     |